# Лубанс
Лубанс, Лубанас або Лубанське озеро (латис. Lubāns; до 1920 року рос. Лубань) — найбільше озеро в Латвії. Розташоване в центрі Східно-Латвійської низовини на сході країни, в Мадонському краї (латис. Madonas novads). Посеред озера острів Акменсала.

## Гідрологія
Лубанс — невеличке проточне озеро, витягнуте з південного заходу на північний схід на 15,7 км (завширшки до 9 км), в яке впадають річки Резекне (латис. Rēzekne), Малта (латис. Malta), Малмута (латис. Malmuta) і Лісіна (латис. Lisinja), а також декілька струмків. Озеро займає озерно-льодовикову котловину Східно-Латвійської низовини, оточену Відземською височиною на заході, Алуксне — на півночі, Латгальською — на півдні. Площа водозбірного басейну — 2040 км². Стічний дебет басейну 250 м³/с. З озера витікає річка Айвіексте (латис. Aiviekste; рос. Эквшита, Эвст), що впадає в Даугаву (латис. Daugavas). Рівень води в озері може штучно змінюватись від 90 до 93 м над рівнем моря. За рівня води 90,75 м озеро має площу водного дзеркала 25 км², площа збільшується до 100 км² за рівня води у 92,75 м. За останні півтора сторіччя спостережень площа водної поверхні озера змінювалась наступним чином:
- 1850 рік — 97,7 км²,
- 1900 рік — 90,4 км²,
- 1974 рік — 24,85 км²,
- 1995 рік — 80,7 км².

Берега озера низовинні заболочені, дно також топке. Середня глибина озера складає 1,6 м, максимальна — 3,5 м. Для регулювання рівня води в озері створено дамби загальною довжиною 90 км, дренажні канали загальною протяжністю 93 км. Для осушення улоговини води приток озера системою каналів скидаються безпосередньо у річку Айвіексте. У безпосередній близькості від колишніх заплавних озер створено ставки для розведення риби загальною площею 1750 га. Загалом навколо озера було осушено 180 км² болотних угідь.

## Історія
На старовинних картах озеро підписувалось як Mare Lubanicum. У XIX сторіччі весняна повінь захоплювала місцеві болота й вода стояла на площі 128 км². Перші меліоративні роботи були започатковані у прилеглому маєтку Керрафер, з південно-західної сторони озера був проведений 15 км канал до річки Айвіексте. Після весняної повені 1926 року, впродовж 1929–1939 років, було споруджено кілька гребель на річці Айвіексте та ряд дренажних канав на озері. У стічному басейні озера Лубанс було осушено декілька інших невеличких реліктових озер, а їх площі тепер використовують під сільське господарство.

## Фауна
У прилеглій до озера зоні ростуть ліси, переважно широколистяні. На озері можна зустріти реакліматизованого річкового бобра (Castor fiber), річкову видру (Lutra lutra), вовка (Canis lupus), бурого ведмедя (Ursus arctos), рись (Lynx lynx), з птахів: американського (Cygnus columbianus) і лебідя-кликуна (Cygnus cygnus), деркача (Crex crex), підорлика великого (Aquila clanga), баранця (Gallinago), білохвостого орлана (Haliaeetus albicilla).

## Охорона природи
У 1999 році навколо озера було створено заповідник, заради збереження унікальної озерної екосистеми. Водно-болотні угіддя навколо озера — важливе місце для птахів що мігрують (26 тис. на рік), тому вони були включені до мережі заповідних угідь проекту Natura 2000, як ключова орнітологічна територія згідно з Рамсарською конвенцією.